# Operación Némesis (Armenia)
Operación Némesis (en armenio: «Նեմեսիս» գործողութիւն, Nemesis gortsoghut'iun) fue una operación secreta de la Federación Revolucionaria Armenia (Dashnaktsutyun), realizada a partir de 1920 a 1922, durante la cual un número de antiguos dirigentes otomanos, políticos azeríes y militares, fueron asesinados por su papel en el genocidio armenio. Shahan Natalie y Armen Garo fueron considerados inspiradores de la operación. El nombre fue en homenaje a la diosa griega de la venganza y retribución divina, Némesis.

## Antecedentes
La Federación Revolucionaria Armenia (ARF) fue activa dentro del Imperio otomano a principios de la década de 1890, con el objetivo de unificar los pequeños grupos en el imperio que defendían la reforma y un correcto grado de autonomía dentro de éste. Los miembros de la ARF formaron la fedayi, grupos de guerrilla, que ayudaron a organizar la autodefensa de los civiles armenios. Entre julio y agosto de 1914, se desarrolló el 8.º congreso de la ARF, el cual fue un acontecimiento decisivo. Los miembros del Comité de Unión y Progreso pidieron ayuda en la conquista de la Transcaucásia por incitar una rebelión de ruso armenios contra el ejército ruso en un evento de la Campaña del Cáucaso. Los armenios acordaron permanecer fieles a su gobierno, pero declararon su incapacidad para aceptar la otra propuesta.
Importantes miembros de la ARF eran intelectuales armenios que fueron objeto de la deportación de 24 de abril de 1915, en Constantinopla. Las personas presas fueron transferidas a dos centros de detención cerca de Ankara, por orden del ministro del Interior Mehmed Talat, y, mayoritariamente, fueron ejecutados.
En 1919, después del Armisticio de Mudros, las Cortes Marciales de 1919 y 1920 fueron reunidas en Constantinopla, donde algunos de los principales autores del Genocidio contra los armenios fueron condenados y sentenciados a la muerte. El Reino Unido recluyó a algunos de los autores Otomanos en varias prisiones de Constantinopla, después de acusar a la Corte de no realizar juicios justos, y los transportó a la colonia británica de Malta. Allí, los exiliados de Malta (así llamados por las fuentes turcas) fueron, tras el encarcelamiento de Mustafa Kemal Atatürk, pariente de Lord Curzon, absueltos e intercambiados por prisioneros de guerra británicos, en el nuevo gobierno turco de Atatürk. Una vez que no hubo leyes internacionales bajo las cuales ellos podrían ser juzgados, los hombres que orquestaron el Genocidio viajaron de modo relativamente libre por toda Alemania, Italia y Asia Central.

## Congreso en Ereván
El 28 de mayo de 1918, el Consejo Nacional Armenio, un grupo de profesionales con base en Tiflis , declaró la independencia de la Primera República Armenia. Hovhannes Kachaznuni y Alexander Khatisyan, ambos miembros de la ARF, se mudaron a Ereván, para que los armenios tomaran el poder, emitiendo el anuncio oficial de la independencia de Armenia en 30 de mayo de 1918. Ereván se declaró ciudad  capital de Armenia. En esta ciudad, a partir de 27 de septiembre hasta final de octubre de 1919, la ARF convocó al 9.º Congreso General.
La cuestión de la justicia aplicada a los responsables del Genocidio contra los armenios estaba en la agenda del Congreso. Había muchos delegados armenios rusos que vociferaban objeciones, y se decidió conseguir la justicia a través de la fuerza armada. Miembros del gabinete de la ARF, específicamente Simon Vratsyan, Ruben Tener Minasian y Ruben Darbinian, tuvieron la oposición a la operación de Shahan Natalie. Sin embargo, una "lista negra" fue creada, conteniendo los nombres de 200 personas consideradas responsables por organizar el genocidio contra el pueblo armenio.

### Operación

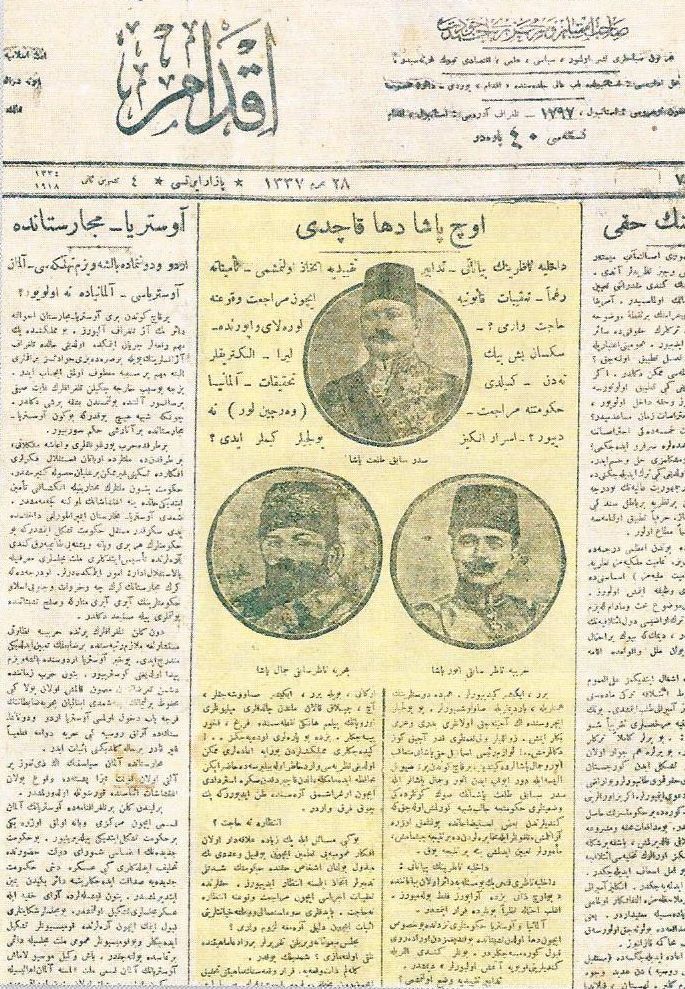
La primera página del Otomano periódico Ikdam en 4 de noviembre de 1918, tras los Tres Paxás huir del país después de la Primera Guerra Mundial. Mostrando de la izquierda para la derecha: Cemal Pashá; Talaat Paxá; Enver Pasha. (Nota: Enver Pasha fue muerto en 4 de agosto de 1922, por un Ejército Rojo de Caballería Bashkir en una brigada bajo Hakob Melkumian.)

El líder del grupo responsable por la tarea fue Shahan Natalie, trabajando con Grigor Merjanov. Para Natalie, el principal blanco fue Talaat Paxá, a quien Shahan llamó el "Número Uno". La misión de matar a Talaat fue confiada a Soghomon Tehlirian. Natalie tenía el objetivo de transformar el juicio de Tehlirian en político para los responsables por el Genocidio armenio. En sus memorias, Natalie reveló sus órdenes, para Tehlirian: "usted debe explotar el cráneo del Número Uno, del asesino de una Nación, y usted no intente huir. Usted va a estar allá, con su pie sobre el cadáver, y debe entregarse a la policía, y lo van a esposar."

## Consecuencias
En 24 de julio de 1923, se firmó el Tratado de Lausana, en Lausana, Suiza, por el cual se estableció la frontera de Anatolia y Tracia Oriental en la Partición del Imperio otomano, cuya firma anuló el Tratado de Sèvres, y que fue suscrito por el gobierno otomano con base en Constantinopla.
Después de la instauración de la República Socialista Soviética de Armenia, muchos integrantes de la Primera República de Armenia fueron expatriados como activistas revolucionarios que no colaboraron con los activistas Azeri y Turko - Armenófobos para recuperar el control gubernamental. Esta política fue lo opuesto del que pretendía Shahan Natalie que: "a lo Largo y por encima de Turquía, los armênios no tienen ningún enemigo, y la venganza armenia es justa y piadosa." Hubo una profunda disidencia en ambos lados, pero sin llegar al punto de una división. Para evitar la probable victoria de los "combatientes de la libertad" en el 11.º Congreso General de la ARF (27 de marzo a 2 de mayo de 1929), en la víspera de la reunión, el Gabinete comenzó una "campaña de limpieza." El primero en ser "removido" del partido fue Natalie. "Conscientemente" (su definición), habiendo entrado para la ARF e injustamente separado, Shahan Natalie escribió sobre eso: "Con Shahan comenzó nuevamente lo que había comenzado con Antranig; Shanan, miembro de la secretaría, fue 'derrumbado'". Tras Shahan, fueron sucesivamente depuestos Haig Kntouni, del Ejército Bagrevandian de la República Oficial Armenia con su grupo, Glejian y Tartizian con sus partidarios, el General Smbad, Ferrahian con su grupo, "Mardgots"-istas, el Mgrdich Yeretziants, Levon Mozian, Vazgen Shoushanian, Mesrob Kouyoumjian, Levon Kevonian y muchos otros. Como una protesta por esta "limpieza" del Gabinete, algunos miembros del Comité Central francés de la ARF, también renunciaron.

## Lista de operaciones
Los asesinatos realizados (que ante la falta de castigo jurídico los armenios consideran "ajusticiamiento") en el ámbito de la Operación Némesis incluyen:
| Fecha                  | Lugar                                             | Objetivo                                                           | Asesino(s)                            |
| ---------------------- | ------------------------------------------------- | ------------------------------------------------------------------ | ------------------------------------- |
| 19 de junio de 1920    | Tiflis, Georgia                                   | Fatali Khan Khoyski Primer ministro de Azerbaiyán                  | Aram Yerganian Misak Kirakosyan       |
| 15 de marzo de 1921    | Berlín, República de Weimar                       | Talat Pashá Ministro del Interior Otomano                          | Soghomon Tehlirian                    |
| 18 de julio de 1921    | Imperio otomano Estambul (Ocupada por la Entente) | Behbud Khan Javanshir Ministro del Interior de Azerbaiyán          | Misak Torlakian                       |
| 5 de diciembre de 1921 | Roma, Italia                                      | Said Halim Pasha Gran Visir del Imperio Otomano                    | Arshavir Shiragian                    |
| 17 de abril de 1922    | Berlín, Alemania                                  | Behaeddin Shakir Miembro fundador del Comité para Unión y Progreso | Aram Yerganian                        |
| 17 de abril de1922     | Berlín, Alemania                                  | Cemal Azmi Wāleí del Trebizond Vilajet                             | Arshavir Shiragian                    |
| 25 de julio de 1922    | Unión Soviética Tiflis, Georgia soviética         | Cemal Pashá Gobernador de Siria                                    | Stepan Dzaghigian Bedros D. Boghosian |